# Eparquía de San Juan Crisóstomo de Gurgaon
La eparquía de de San Juan Crisóstomo de Gurgaon (en latín: Eparchia Sancti Ioannis Chrysostomi Gurgaonensis y en inglés: Syro-Malankara Catholic Eparchy of Puthur) es una circunscripción eclesiástica de la Iglesia católica en India. Se trata de una eparquía siro-malankar inmediatamente sujeta a la Santa Sede. Desde el 7 de mayo de 2022 su eparca es Thomas Antonios Valiyavilayil, de la Orden de la Imitación de Cristo.

## Territorio y organización
La eparquía extiende su jurisdicción sobre los fieles católicos siro-malankaras residentes en 22 estados en el norte de la India: Arunachal Pradesh, Assam, Bihar, Chhattisgarh, Guyarat, Haryana, Himachal Pradesh, Jammu y Cachemira, Jharkhand, Madhya Pradesh, Manipur, Megalaya, Mizoram, Nagaland, Odisha, Panyab, Rajastán, Sikkim, Tripura, Uttar Pradesh, Uttarakhand y Bengala Occidental. Incluye también los territorios de: Chandigarh y Delhi.
La sede de la eparquía se encuentra en el barrio de Neb Sarai de la ciudad de Gurgaon, un suburbio de Delhi, en donde se halla la Catedral de Santa María.
En 2020 en la eparquía existían 21 parroquias y varias misiones:
En la región de Delhi
- Burari: Syro-Malankara Catholic Community en Kingsway Camp, Delhi
- Central Delhi: Syro-Malankara Catholic Community en New Delhi
- Dilshad Colony: St. Antony’s Malankara Catholic Church en Dilshad Colony, Delhi
- Faridabad: St. Mary’s Malankara Catholic Church en Faridabad, Haryana
- Ghaziabad: Mother Mary Malankara Catholic Churchen Ghaziabad
- Gurgaon: St. Peters Malankara Catholic Church en Neb Sarai, New Delhi
- Jalandhar: St. George Malankara Catholic Church en Jalandhar, Panyab
- Jasola: St. Jude Malankara Catholic Church en New Delhi
- Ludhiana: St. Mary’s Malankara Catholic Church en Ludhiana, Panyab
- Mayur Vihar: St. George Malankara Catholic Church en Mayur Vihar,
- Neb Sarai: St. Mary’s Malankara Catholic Cathedral Church en New Delhi
- Noida: St. George Malankara Catholic Church en Mayur Vihar, Delhi
- Punjab Mission: Mar Ivanios Mission House en Jalandhar, Panyab
- West Delhi: St. Thomas Malankara Catholic Church en Uttamnagar, New Delhi

En la región de Bhopal
- Ahmedabad: Syro-Malankara Catholic Community en Ahmedabad, Guyarat
- Baroda: Syro-Malankara Catholic Community en Baroda, Guyarat.
- Bhopal: St. Thomas Malankara Catholic Church en Arera Hills, Bhopal
- Jabalpur Mission: St. Thomas Malankara Catholic Church en Bhopal
- Jaipur: St. Mary’s Malankara Catholic Church en Jaipur, Rajasthan
- Surat: St. Mary’s Malankara Catholic Church en Surat, Guyarat
- Vapi: Mar Ivanios Malankara Mission en Dadara, Guyarat

En la región de Odisha
- Bhilai: St. Mary’s Malankara Catholic Church en Bhilai, Chattisgarh
- Kolkata: St. Jude Malankara Catholic Church en Calcuta, Bengala Occidental
- Odisha Mission: Mar Ivanios Convent School en Kalahandi, Odisha
- Raipur: St. Mary’s Catholic Community en Raipur, Chhattisgarh

North-East mission

## Historia
El 24 de octubre de 1955 la Orden de la Imitación de Cristo abrió una comunidad religiosa (Bethany Ashram) en Pune en el estado de Maharashtra. Con este hecho se inició la misión en las regiones de la India que tradicionalmente no han sido parte de la Iglesia católica siro-malankara. Los religiosos se ocuparon de la cura pastoral de los fieles siro-malankaras de la ciudad y de la región circundante. A partir de 1970 la jerarquía siro-malankara le encargó la gestión de la pastoral de los fieles emigrados al resto del país, con la constitución canónica de parroquias a partir de la década de 1980. En 1997 el sacerdote John Berchmans fue nombrado coordinador de los católicos siro-malankaras residentes fuera del proprium territorium. Bajo su dirección, las comunidades se organizaron para formar las The Malankara Catholic Church Extra Territorial Regions in India.
El 7 de febrero de 2007 el papa Benedicto XVI nombró a Jacob Barnabas Aerath como visitador apostólico con carácter episcopal para los siro-malankaras de la India residentes fuera del territorio propio, asignándole la sede titular de Bapara. El 26 de marzo de 2015 el papa Francisco erigió dos circunscripciones eclesiásticas, instituyendo la eparquía de San Juan Crisóstomo, con la constitución apostólica Quo aptius consuleretur, y el exarcado apostólico de San Efrén de Khadki. Jacob Barnabas Aerath fue nombrado primer eparca.

Quo aptius consuleretur spirituali bono atque regimini Christifidelium Syro-Malankarensium in India septentrionali degentium, visum est pro iisdem Eparchiam novam condere. Nos igitur in Apostolorum Principis cathedra constituti, audito Consilio Venerabilis Fratris Nostri Leonardi S.R.E. Cardinalis Sandri, Praefecti Congregationis pro Ecclesiis Orientalibus, re mature perpensa, summa Apostolica auctoritate Eparchiam Sancti Ioannis Chrysostomi Gurgaonensis Syro-Malankarensium, quae comprehendit omnes septentrionales civitates, usque ad extremos Patriae fines, necnon medias civitates Gujarat, Madhya Pradesh, Chhattisgarh atque Orissa, erigimus, omnibus factis iuribus et obligationibus talium Ecclesiarum propriis; cuius Sedem eparchialem in urbe Gurgaonensi ponimus. Eius autem constitutio et administratio ad normas Codicis Canonum Ecclesiarum Orientalium fient. Quae vero iussimus ad effectum rite adducantur, deque absoluto negotio sueta documenta exarentur et ad Congregationem pro Ecclesiis Orientalibus mittantur. Hanc denique Apostolicam Constitutionem nunc et in posterum ratam esse volumus, contrariis rebus nihil obstantibus.

La inauguración de la eparquía tuvo lugar el 1 de mayo de 2015.

## Estadísticas
Según el Anuario Pontificio 2021 la eparquía tenía a fines de 2020 un total de 5800 fieles bautizados.
| Año                                                                             | Población | Población | Población      | Sacerdotes | Sacerdotes | Sacerdotes | Católicos por sacerdote | Diáconos permanentes | Religiosos | Religiosos | Parroquias y cuasiparroquias |
| Año                                                                             | Católicos | Total     | % de católicos | Total      | Diocesanos | Regulares  | Católicos por sacerdote | Diáconos permanentes | Masculinos | Femeninos  | Parroquias y cuasiparroquias |
| ------------------------------------------------------------------------------- | --------- | --------- | -------------- | ---------- | ---------- | ---------- | ----------------------- | -------------------- | ---------- | ---------- | ---------------------------- |
| 2015                                                                            | ?         | ?         | ?              | 15         | 10         | 5          | ?                       |                      | 5          | 30         | 9                            |
| 2017                                                                            | ?         | ?         | ?              | 15         | 10         | 5          | ?                       |                      | 5          | 30         | 9                            |
| 2020                                                                            | 5800      | ?         | ?              | 15         |            | 15         | 386                     |                      |            | 3          | 21                           |
| Fuente: Catholic-Hierarchy, que a su vez toma los datos del Anuario Pontificio. |           |           |                |            |            |            |                         |                      |            |            |                              |

## Episcopologio
- Jacob Barnabas Chacko Aerath, O.I.C. † (26 de marzo de 2015-26 de agosto de 2021 falleció)[6][nota 1]
- Thomas Antonios Valiyavilayil, O.I.C., desde el 7 de mayo de 2022